# Відгінне скотарство
Відгінне скотарство або трансгума́нція (фр. transhumance від лат. trāns через + humus ґрунт) — економічна діяльність, за якої худобу сезонно переганяють із зимових пасовиськ на літні і навпаки.
У гірських районах (вертикальна трансгуманція) передбачає відгін стада з вищих пасовиськ улітку до нижніх долин узимку. При цьому пастухи мають постійне житло переважно в долинах. Зазвичай у відгоні бере участь невелика кількість людей, необхідна для догляду за тваринами, а решта населення лишається вдома. Натомість горизонтальна трансгуманція частіше залежить від кліматичних, економічних та політичних змін.
Традиційна або фіксована трансгуманція трапляється у всьому світі, особливо в Європі та західній Азії (зокрема в Українських Карпатах).

## Примітки

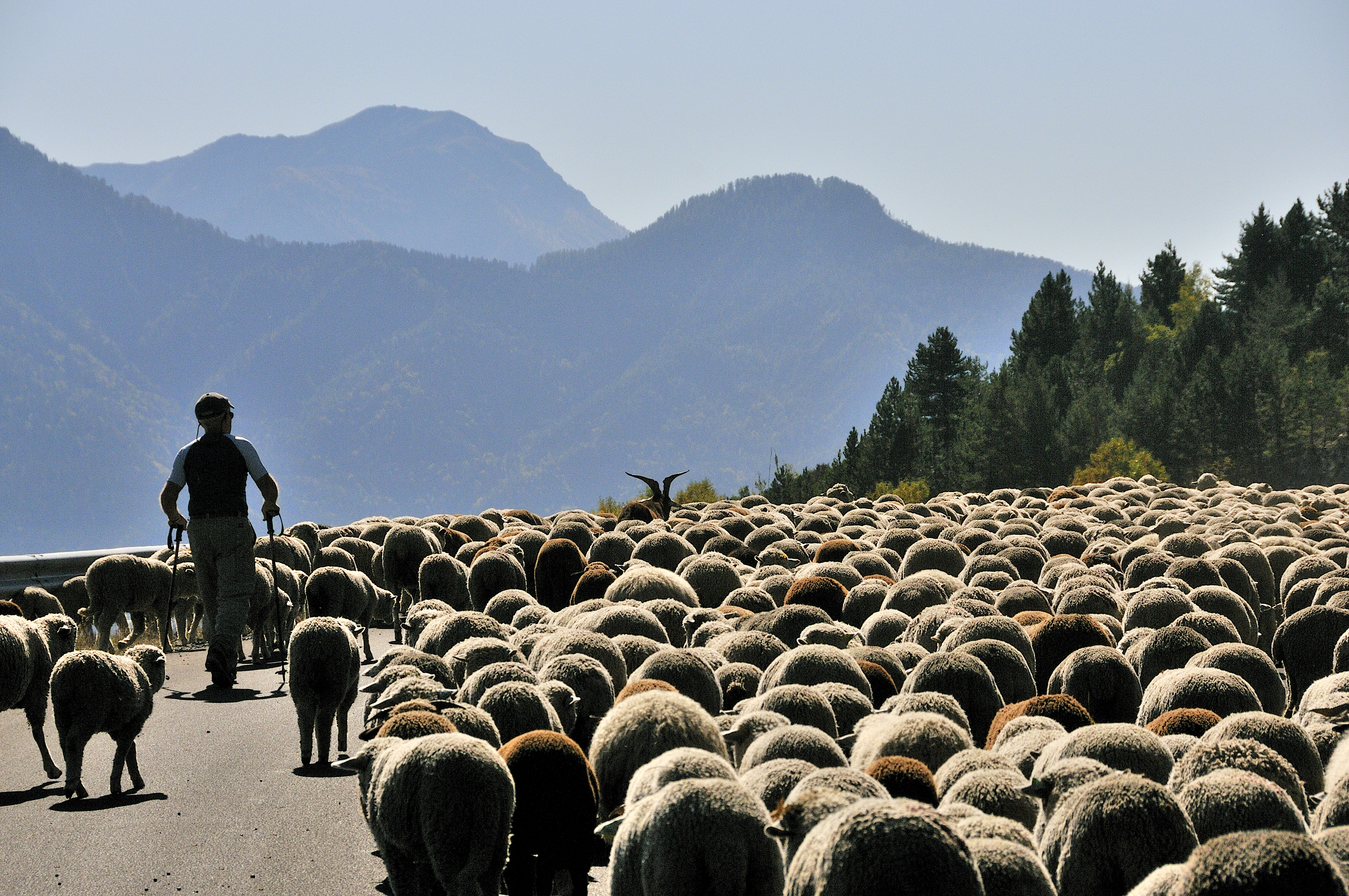
Відгінний випас худоби